# Cinquième Assemblée nationale grecque
La cinquième Assemblée nationale grecque (grec moderne : Ε' Εθνοσυνέλευση 1832) se tint d'abord à Argos en décembre 1831 avant de déménager à Nauplie au début de l'année suivante.
Très rapidement les députés se séparèrent en deux factions qui se considéraient comme les seuls représentants légitimes : les « constitutionalistes » (el) d'une part, et les « capodistriens » d'autre part. Des échauffourées se produisirent à Argos.
Les « constitutionalistes » rassemblaient généralement les membres des partis « anglais » et « français » autour de Ioánnis Koléttis, et comprenait des chefs militaires rouméliotes et les députés des régions révoltées contre le gouvernement de Ioánnis Kapodístrias (Hydra et le clan Mavromichalis). L'assemblée présidée par Panoútsos Notarás s'installa à Mégare puis à Perachóra. Elle nomma sa propre commission gouvernementale composée de Koléttis, Andréas Zaïmis et Geórgios Koundouriótis.
Les « capodistriens » étaient dominés par le parti « russe », autour d'Augustínos Kapodístrias et des chefs militaires surtout péloponnésiens (dont Theódoros Kolokotrónis et ses proches, ainsi que Kítsos Tzavélas, Dimítrios Kallérgis, Konstantínos Kanáris). Cette assemblée s'installa à Nauplie ; elle adopta en mars une constitution qui ne fut pas appliquée avant de perdre le pouvoir au profit des « constitutionalistes » quelques semaines plus tard.
Par la suite une assemblée (el) se réunit à Pronia, dans la banlieue de Nauplie, en juillet et août 1832. Elle entérina la nomination d'Othon Ier sur le trône.